# Benet Moner
Benet Moner (nascut a Sant Cugat del Vallès, Vallès Occidental, i actiu entre els segles xvi i xvii) fou un prevere catòlic català.
Entre 1618 i 1619 fou rector del Seminari Conciliar de Barcelona. És autor del llibre Tractado del compvto ecclesiastico : en el qval se dan reglas para saber de memoria, por los dedos y junturas de la mano ysquierda, el Epacta, Letra Dominical, fiestas Mouibles, Fixas y otras cosas curiosas... imprès a Barcelona per Gabriel Graells el 1612.

## Obres
- Tractado del compvto ecclesiastico : en el qval se dan reglas para saber de memoria, por los dedos y junturas de la mano ysquierda, el Epacta, Letra Dominical, fiestas Mouibles, Fixas y otras cosas curiosas...[Enllaç no actiu] (Barcelona: Gabriel Graells, 1612)